# Monstergroep
In de wiskunde is de monstergroep, aangeduid met {\displaystyle M,\,F_{1}}  of {\displaystyle IM}, de grootste sporadische groep. De groep wordt ook wel het monster van Fischer-Griess of The Friendly Giant genoemd. Het aantal elementen van de monstergroep, de orde, is:
{\displaystyle 2^{46}\cdot 3^{20}\cdot 5^{9}\cdot 7^{6}\cdot 11^{2}\cdot 13^{3}\cdot 17\cdot 19\cdot 23\cdot 29\cdot 31\cdot 41\cdot 47\cdot 59\cdot 71}
{\displaystyle =808.017.424.794.512.875.886.459.904.961.710.757.005.754.368.000.000.000}
{\displaystyle \approx 8\cdot 10^{53}}
De monstergroep is een enkelvoudige groep, wat inhoudt dat er behalve de triviale ondergroepen (de groep zelf en de groep die alleen het eenheidselement bevat) geen andere normaaldelers zijn. Men gaat ervan uit dat de eindige enkelvoudige groepen volledig geclassificeerd zijn. Er zijn 18 aftelbaar oneindige families van dergelijke groepen en daarnaast nog 26 zogenaamde sporadische groepen; de monstergroep is de grootste daarvan.

## Existentie en eenduidigheid
De monstergroep is in 1973 voorspeld door Bernd Fischer en Robert Griess, en voor het eerst geconstrueerd door Griess in 1980 als de automorfismegroep van de Griess-algebra: een 196884-dimensionale commutatieve, niet-associatieve algebra. Door deze constructie was het bestaan aangetoond. De constructie is daarna vereenvoudigd door John Conway. 
Door John G. Thompson is aangetoond dat de eenduidigheid zou volgen uit het bestaan van een 196883-dimensionale getrouwe representatie. Een bewijs van het bestaan van zo'n representatie is in 1982 aangekondigd door Simon P. Norton, maar  de details daarvan zijn nog niet gepubliceerd. Het eerst gepubliceerde bewijs van de eenduidigheid van het "monster" werd voltooid door Griess, Meierfrankenfeld en Segev in 1990.
De karaktertabel van de monstergroep is berekend in 1979, al voor het bestaan en de eenduidigheid waren bewezen. De berekening is gebaseerd op de veronderstelling dat de minimale graad van een getrouwe complexe representatie gelijk is aan 196883.

## Moonshine
De monstergroep neemt een vooraanstaande plaats in in het monsterlijke moonshine-vermoeden, dat een verband legt tussen discrete en niet-discrete wiskunde, en dat bewezen is door Richard Borcherds in 1992.

## Computer
Met behulp van een computer heeft Robert A. Wilson expliciet twee 196882×196882 matrices gevonden over het lichaam met 2 elementen die de monstergroep voortbrengen. Berekeningen met deze matrices zijn echter onbetaalbaar, zowel wat rekentijd als geheugencapaciteit betreft. Samen met medewerkers heeft Wilson een aanzienlijk snellere methode van berekenen ontwikkeld.